# Daniel Dhers
Daniel Dhers (Caracas, 25 de março de 1985) é um ciclista venezuelano.
Dhers começou a andar de BMX quando tinha 12 anos em Caracas para socializar com amigos e em 1998 visitou seu primeiro skatepark. Conquistou a medalha de prata no BMX freestyle nos Jogos Olímpicos de 2020 em Tóquio.